# أوليسس إستريلا
أوليسس إستريلا هو مخرج وشاعر إكوادوري، ولد في 4 يوليو 1939 في كيتو في الإكوادور، وتوفي بنفس المكان في 27 ديسمبر 2014.